# Peltosaurus
Peltosaurus is een geslacht van uitgestorven anguide hagedissen uit Noord-Amerika dat leefde van het Eoceen tot het Oligoceen. Peltosaurus behoort tot de anguide onderfamilie Glyptosaurinae. De typesoort Peltosaurus granulosus werd in 1873 benoemd door de Amerikaanse paleontoloog Edward Drinker Cope met als holotype AMNH 1610. Veel verdere soorten zijn benoemd, maar de meeste zijn opnieuw toegewezen aan verschillende geslachten. Peltosaurus piger, benoemd in 1928, werd bijvoorbeeld opnieuw geclassificeerd als Odaxosaurus piger, en Peltosaurus jepseni, benoemd in 1942 uit het Paleoceen van Wyoming, maar werd later opnieuw geclassificeerd als Proxestops jepseni. In 1955 werd de nieuwe soort Peltosaurus macrodon benoemd uit het Eoceen van Californië. Hagedisbotten uit het Laat-Mioceen van Nebraska werden in 1976 toegeschreven aan de nieuwe soort Peltosaurus minimus, waarmee het fossiele bereik van Peltosaurus en Glyptosaurinae werd uitgebreid tot in het Neogeen. Deze botten werden later echter verwezen naar een geslacht van skinken genaamd Eumeces, wat betekent dat het fossiele bereik van Peltosaurus en Glyptosaurinae niet verder gaat dan het Paleogeen.
De naam Peltosaurus werd ook gebruikt voor de dinosauriër die nu Sauropelta heet, maar toen men zich realiseerde dat de naam bezet was, werd Sauropelta de vervangingsnaam.